# زغرب
زَغْرِب عاصمة كرواتيا. قدر عدد سكانها عام 2001 م بحوالي 780 ألف نسمة. تقع على المنحدرات الجنوبية لجبل ميدفيدنيشا وعلى الضفة الشمالية لنهر ساوة. متوسط ارتفاعها عن سطح البحر هو 150 م تقريبا. موقعها متميز فهي تصل أوروبا الوسطى ببحر الباندقة.
الموقع الاستراتيجي والمؤسسات التعليمية، مراكز الأبحاث العلمية، الصناعات التقليدية والمتقدمة هي أهم عوامل كون زغرب ذات مكانة اقتصادية هامة. وهي كذلك المقر الرئيس لجميع المرافق الحكومية ومعظم الوزارات.

## التاريخ
كانت هذه المدينة من المدن الرومانية، أول مرة يطلق عليها زاغرب كان عام 1094 ميلاديا.في البداية انقسمت إلى مدينتين منفصلتين وهما كليرجى وكاتدرائية زاغرب.و قد اتحدت المدينتين على يد بان جوزيب والذي سمى على اسمه ميدان موجود بزغرب. و عندما كانت زغرب تتبع يوغوسلافيا كانت تعتبر من أهم المدن حين ذاك وبعد حل يوغسلافيا أصبحت زاغرب عاصمة كرواتيا

### أصل الكلمة
ظهر اسم زغرب لأول مرة في 1134م في وثيقة تتصل بإنشاء [أسقفية زغرب] حوالي عام 1094، على الرغم من أن أصول اسم زغرب أقل وضوحا. الكلمة الكرواتية "zagrabiti" تترجم تقريبا إلى «حلج القطن»، الذي يشكل أساس بعض الأساطير. وتقول الأسطورة الكرواتية بأن (الوالي) كان يقود جنوده العطشين عبر منطقة مهجورة. فأمر جنوده بالتنقيب عن المياه. دعمت فكرة الحفر من قبل العلماءالذين أشاروا إلى أنه تم تأسيس مستوطنة خارج حفرة مملوءة بالماء أو graba وأن الاسم مشتق من ذلك.
وفقا لأسطورة قديمة أخرى، كان حاكم المدينة عطشاً وأمر فتاة تدعى ماندا لسحب المياه من بحيرة Manduševac وهي في الوقت الحاضر نافورة في ساحة بان جيلاسيك، وذلك باستخدام الجملة: "! Zagrabi، mando" وهو ما يعني«إلتقطيه، ماندا!». [12]
وتشير بعض المصادر أن الاسم مشتق من مصطلح za breg «أو» ما وراء التل. التل قد يكون ضفة النهر من نهر سافا (الكلمة الكرواتية الحديثة "breg" أو «برييغ»، وتعني «التل»، تعني في الأصل «[ضفة النهر]»)، والتي يعتقد أن لها تدفقت في السابق أقرب إلى مركز المدينة. مصدر آخر محتمل هو مصطلح "za grabom"، بمعنى «وراء الخندق»، كما كانت المدينة محصنة بشكل كبير منذ بداياتها. 
أثناء فترة حكم الإمبراطورية النمساوية المجرية، كان زغرب معروفة أكثر خارج كرواتيا بالإسم الأجنبي الألماني النمساوي «عجرم». واليوم فإن اسم «زغرب» هو ما يسود.

## السكان
زغرب هي أكبر مدن البلاد والمدينة الوحيدة (بضواحيها) التي يفوق عدد سكانها المليون نسمة في كرواتيا. حوالي 1,088,000 نسمة يقطنون زغرب بضواحيها التي تضم بعض المدن الصغيرة مثل ساموبر وفيلكا جوريشا.
غالبية السكان هم كروات بنسبة 91.94%(إحصائية 2001 م). نفس الإحصائية تذكر أن حوالي 40 ألف شخص من سكان العاصمة ينتمون لعرقيات أخرى. الأقليات العرقية الأخرى هي على النحو التالي:
- الصرب، 18,800 نسمة (2.41%).
- البوسنيون، 6,200 نسمة (0.80%).
- الألبان، 3,400 نسمة (0.43%).
- السلوفينيون، 3,225 نسمة (0.41%).
- بعض الغجر والمقدونيين والأقليات الأخرى ويشكلون بقية السكان.

## الاقتصاد
معظم فروع الاقتصاد هي: منتجات الأدوات الكهربائية.الكيماويات.الاخشاب.الطعام والشراب
و تعتمد على التجارة الخارجية بين وسط وشرق أوروبا وتقوم بتصدير اجود الأنواع من الخشب